# Manuel Massó i Llorens
Manuel Massó i Llorens (Sant Gervasi de Cassoles, Barcelona 1876 - Buenos Aires 1952) fou un polític i enginyer català, fill d'Antoni Massó i Casañas, amo de la Banca Massó. Estudià a les escoles tècniques de Manchester i Olham, i funda l'empresa de maquinària tèxtil Bastos Bertran Hermanos & Cia. Fou catedràtic de tecnologia tèxtil a l'Escola Industrial de Vilanova i la Geltrú, més tard fou director de l'Escola d'Indústries Tèxtils de Barcelona.
Fou diputat de la Mancomunitat de Catalunya pel districte Vilanova-Sant Feliu per la Lliga Regionalista, i es presentà com a candidat a alcalde de Vilanova i la Geltrú. El 1922 sol·licita i obté de l'assemblea del Reial Automòbil Club de Catalunya i del Cercle del Gran Teatre del Liceu que adoptin el català com a llengua oficial. Poc després participa en la Conferència Nacional Catalana de 4, 5 i 6 de juny de 1922 als Lluïsos de Gràcia, i s'afilia a Acció Catalana. Tanmateix, rebutjà unir-se a Estat Català. Processat durant la Dictadura de Miguel Primo de Rivera, s'exilià el 1923 a París i dugué a la Societat de Nacions Apel·lació de Catalunya, un document, en nom d'un gran nombre de diputats catalans, defensant els drets de Catalunya. Marxà a Buenos Aires, on el 1925 el govern li encarregà un projecte d'escola d'indústries tèxtils i tints.
Es va embolicar en les activitats nacionalistes dels catalans d'Amèrica, però defensà sempre una actitud insurreccional influïda per l'Aixecament de Pasqua de 1916. Criticà Francesc Macià severament pel fracàs dels fets de Prats de Molló i pel seu possibilisme. Amic de Daniel Cardona i Civit i de Josep Abril i Llinés, el 1928 fundà la Comissió de Propaganda Catalana de Buenos Aires. En proclamar-se la República Catalana el 1931 tornà a Catalunya, però, insatisfet del pactisme del govern català, retornà a Buenos Aires. Tot i així, es presentà a les eleccions al Parlament de Catalunya de 1932 com a candidat del Partit Nacionalista Català de Josep Maria Xammar i Sala.
Poc abans d'esclatar la guerra civil espanyola el 1936, va presentar a Uruguai una ponència al Congrés de Catalans de les Repúbliques del Plata en què exhortava la Generalitat a fundar cambres de comerç catalanes i que un banc català creï agències a les ciutats més importants de les Amèriques. Després de la guerra civil es va jubilar i es va mantenir allunyat de les activitats públiques.

## Obres
- 49 motius per a ser separatista (1920)
- El moment actual polític de Catalunya (1928)